# Gilberto Chamba
Gilberto Antonio Chamba Jaramillo, né en 1963, est un tueur en série équatorien, reconnu coupable du meurtre de neuf personnes en Equateur et en Espagne. 
Surnommé le « monstre de Machala », il est reconnu coupable de plusieurs meurtres dans le sud-ouest de l'Équateur, mais est libéré par amnistie. Il se rend en Espagne où il y commet un meurtre. Il est condamné à 45 ans de prison en Espagne le 5 novembre 2006.

## Crimes
Selon plusieurs sources médiatiques, Chamba aurait informé la police de chacune de ses démarches avant, pendant et après chaque meurtre. 
Il possédait un taxi avec lequel, de 1988 à 1993, il parcourait les rues de Machala à la recherche de clients. Il recherchait des jeunes étudiantes seules.. 
Les agents qui ont capturé Chamba, doutant de sa culpabilité, ont essayé de le confondre en le conduisant dans des lieux éloignés des lieux du meurtre; Cependant, avec une froideur surprenante, Chamba les corrigea et les ramena aux lieux. 

Une chronique dans le journal espagnol El País a présenté le témoignage de Fausto Téran, un policier à la retraite qui a participé à la capture du "Monstre de Machala": 

« According to what Chamba confessed, he did not practice vaginal penetration of his victims. Practically they were skewered with an instrument similar to a cane, which had been expressly ordered to be manufactured. To many, he threatened them with such violence that the instrument came out through their mouths. »

### Condamnation en Equateur
Sur ses dix victimes, deux étaient mineures. En raison du témoignage d'une prostituée, l'une des deux femmes ayant survécu à son agression, une procédure pénale a pu être ouverte contre Chamba, qui aboutira à une peine de 16 ans de prison. 
Cependant, il n'a effectué que 7 ans de sa peine, bénéficiant d'une loi réduisant de moitié les peines de prisonniers de bonne conduite. Il a bénéficié d'une autre remise de peine d'un an en raison du Grand Jubilé, lorsqu'il a été amnistié.

## Migration vers l'Espagne
Le 9 novembre 2000, après avoir purgé sa peine et nettoyé son casier judiciaire - un avantage uniquement possible en Équateur -, Gilberto, jusque-là marié avec Mariela, décida de partir en Espagne. Il a pris l'avion pour Amsterdam et de là, il s'est rendu à l'aéroport Barajas de Madrid, où deux de ses sœurs l'attendaient. 
Chamba a occupé plusieurs emplois qui variaient entre la maçonnerie et le portier de l'immeuble de ses voisins, où il vivait avec sa famille et ses petites amies occasionnelles. 
En septembre 2004, Chamba s’est finalement inscrit en tant que préposé au stationnement pour le complexe de divertissement Illa de I'Oci, situé près de la faculté de droit de Lleida. Il y travailla non seulement comme gardien, mais aussi comme employé de nettoyage du cinéma.

## Le nouveau meurtre
Les six années de tranquillité pour la famille Chamba, qui a beaucoup souffert pendant son emprisonnement en Équateur, ont pris fin lorsque Gilberto a été arrêté le 1er décembre 2004, accusé d'avoir violé et assassiné María Isabel Bascuñana, étudiante à la faculté de droit de l'université . 
Bascuñana laissait généralement sa voiture garée dans le parking du cinéma, car elle craignait l'obscurité. 
La dernière fois qu'elle a été vue en vie, c'était la nuit du 23 novembre. Ses parents lui ont parlé pour la dernière fois vers 22 heures, lorsqu'elle leur a dit qu'elle n'allait pas dîner à la maison.  Son corps a été retrouvé deux jours plus tard, à quelques rues du cinéma. Elle avait un mouchoir noué autour du cou, des sacs poubelles enroulés autour du corps et elle avait été brutalement violée. 
Peu de temps après, plusieurs théories sont apparues au sujet de sa mort. Certains ont supposé qu'il s'agissait d'un crime passionnel, d'autres de vengeance, mais ce sont ses amis qui ont fourni les indices nécessaires pour attraper le meurtrier. 

### Les indices qui l'ont accusé
Dans le cadre des enquêtes menées par les Mossos d'Esquadra, des témoignages d'amis de Bascuñana ont été rassemblés, ce qui a fourni suffisamment de preuves pour arrêter Chamba. 
Selon les agents, María leur aurait dit que Chamba la harcelait constamment alors qu'elle était en train de déposer ou de prendre sa voiture au cinéma. Cette version était complétée par celles d'autres filles, qui indiquaient que Chamba leur demandait régulièrement leurs numéros de téléphone sous prétexte que si quelque chose arrivait à leur voiture, il les appellerait immédiatement. 
Cependant, beaucoup d’entre elles ont reçu des appels harcelants sexuellement et la seule explication possible était que le préposé au stationnement avait passé ces appels. Cette hypothèse a été confirmée lorsque les agents ont trouvé le téléphone de María. Après avoir écouté les appels entrants et sortants quelques heures avant et après le meurtre, ils ont constaté que l'agresseur avait passé deux appels à des services sexuels par téléphone. Les appels ont duré entre cinq et six minutes. 
C'est l'un des indices qui a amené les agents à considérer Chamba comme le principal suspect.  En outre, les agents ont affirmé au cours du procès avoir trouvé des sacs à ordures à l'intérieur de la boîte à gants du véhicule de María, les mêmes que ceux qui avaient été utilisés pour couvrir son corps. Ils ressemblaient beaucoup à ceux utilisés par les agents de nettoyage des cinémas pour transporter les déchets, ce qui a immédiatement permis de le connecter à Chamba, l'un des assistants de nettoyage. 
Chamba a d'abord été arrêté pour interrogatoire. Ses collègues, appelés à témoigner au cours de la procédure, ont déclaré n'avoir rien remarqué d'étrange depuis la nuit du meurtre et que l'Équatorien n'avait pas abandonné son poste. De plus, des témoignages de voisins et de connaissances de Chamba, tous favorables, le décrivent comme un homme bon, ont nié sa culpabilité. 
Cependant, des tests ADN sur les résidus de sperme trouvés sur le corps de la victime ont directement incriminé Chamba, qui a affirmé que la police falsifiait les preuves. Selon lui, les agents ont prélevé un échantillon de sperme sur un préservatif qu’il avait utilisé, puis l’ont inséré dans le vagin de María pour indiquer qu’il était le coupable. 
Lorsque les analyses et les tests comparatifs ont été effectués, le bureau du procureur a rejeté l'argument, qui était l'élément principal dans l'accusation de Chamba. Il a été condamné à 45 ans de prison, répartis en 20 ans pour le meurtre de María, 12 autres pour son viol, et 13 autres pour une tentative de viol et d'assassinat d'une prostituée roumaine qui avait témoigné contre lui devant un tribunal après avoir vu sa photo dans les médias après son arrestation,. 
Mais en plus de ces preuves, les procureurs ont indiqué que Chamba avait tenté de dissimuler des informations à la police. Lorsque les autorités l'ont contacté pour la première fois, il aurait révélé son casier judiciaire en Équateur et un incident en Espagne lié à la possession d'armes.  Cependant, le procès a prouvé que le "monstre de Machala" a caché son passé judiciaire jusqu'à ce que des échanges entre les polices équatorienne et catalane confirment qu'il s'agissait de la même personne qui avait été condamnée à Machala pour meurtres. 
Chamba est actuellement détenu au Module 6 du Centre pénitentiaire de Quatre Camins en Catalogne.